# کلینتون (تنسی)
کلینتون(به انگلیسی: Clinton) شهری در ایالت تنسی کشور ایالات متحده آمریکا است که جمعیت آن در سرشماری سال ۲۰۱۰ میلادی، ۹٬۸۴۱ نفر بوده‌است.